# Jackson, Ohio
Jackson este o municipaliate, localitate urbană și reședința comitatului Jackson, statul Ohio, Statele Unite ale Americii. Localitatea se află la altitudinea de 211 m deasupra n.m. și ocupă o suprafață de 20.1 km2, dintre care majoritatea este uscat, 19.5 km2. La recensământul din anul 2000 avea 6.184 de locuitori.

## Personalități marcante
- John Wesley Powell, geolog, explorator, cel de-al doilea director al agenției guvernamentale americane de prospectare geologică United States Geological Survey.